# Obsèques nationales

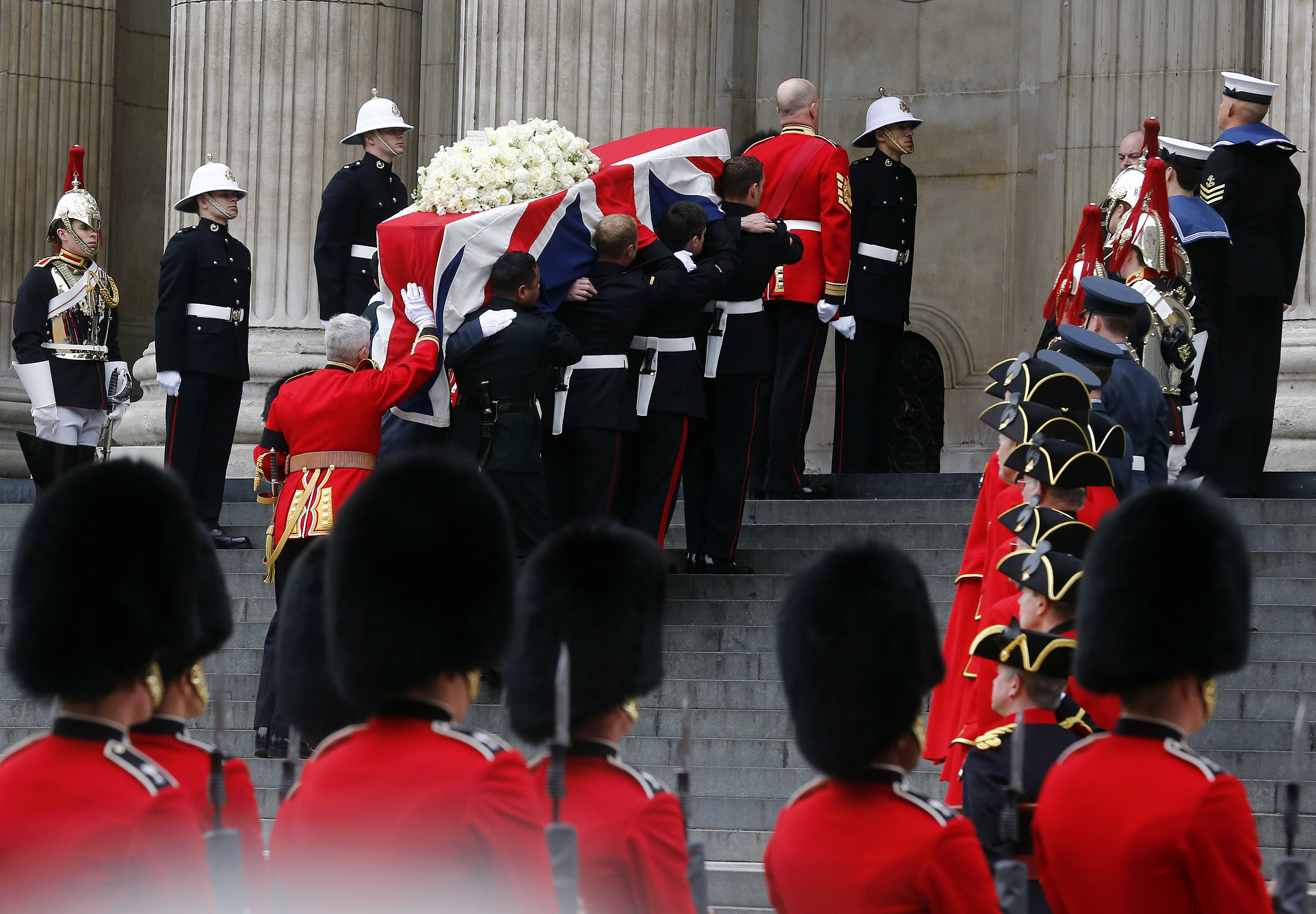
Funérailles cérémonielles de Margaret Thatcher, ancienne Première ministre britannique, à la cathédrale Saint-Paul de Londres le 17 avril 2013.

Les obsèques ou funérailles nationales sont les hommages rendus de manière officielle par un État lors du décès d'une personnalité ayant eu un rôle exceptionnel.

## Algérie
- Houari Boumédiène
- Mohamed Boudiaf
- Chadli Bendjedid
- Ahmed Ben Bella
- Ali Kafi
- Ahmed Gaïd Salah

## Ghana
- George Kingsley Acquah (en)
- Abdul Wahab Adam (en)
- Ebenezer Ako-Adjei (en)
- Francis Allotey
- Kwesi Amissah-Arthur
- Kofi Annan
- Vincent Cyril Richard Arthur Charles Crabbe (en)
- W. E. B. Du Bois
- Mary Grant (seule femme)
- Aliu Mahama
- Joseph Henry Mensah
- John Atta Mills
- Joseph Hanson Kwabena Nketia
- Paul Victor Obeng (en)
- William Ofori Atta
- Atukwei Okai (en)
- Victor Owusu (en)
- Nathan Quao (en)
- Emmanuel Charles Quist (en)

## Haïti
Lorimer Denis se vit organiser des obsèques nationales en 1957.
Des funérailles nationales furent organisées le 23 juillet 2021 à Cap-Haïtien en l'honneur de Jovenel Moïse, président de la république d'Haïti, mort assassiné le 7 juillet 2021 à Pétion-Ville.

## Irlande
En 1932, Margaret Pearse reçoit des funérailles nationales.

## Royaume-Uni
Les obsèques nationales au Royaume-Uni sont normalement réservées à la famille royale britannique, mais il existe certaines exceptions, comme en 1965 lors du décès de Winston Churchill, qui avait dirigé le pays pendant la Seconde Guerre mondiale, ou Horatio Nelson. Le terme « funérailles d'État » est réservé aux monarques ; pour les autres grands personnages, comme Margaret Thatcher en 2013, le terme « funérailles cérémonielles » est utilisé.

## Yougoslavie
- Décès et funérailles de Tito